# ملاعيب شيحا (مسلسل)
مسلسل مصري بطولة: أشرف عبد الباقي، أحمد عبد العزيز، أحمد راتب، أحمد خليل، جيهان فاضل، وفاء عامر وإخراج إبراهيم الشوادي. المسلسل إنتاج عام 2004 وهو يتحدث في الفترة الزمنية التي حكم فيها المماليك والمقاومة الشعبية التي كان يقوم بها الشعب أمام ظلم المماليك وتدور في المسلسل أحداث عن تواجد اليهود في مصر وتتطرأ إلى فكرهم الصهيوني وأشياء من طقوس عبادتهم، ولكن الرقابة قد حذفتها بعد تصويرها وقد اشتهرت أغنية المسلسل بين الناس والأطفال خاصه والاغنية من تأليف الشاعر أيمن بهجت قمر.